# Фоги — настоящий ублюдок
«Фоги — настоящий ублюдок» (фр. F. est un salaud) — фильм-драма 1998 года, снятый по книге немецкоязычного швейцарского писателя Фрэнка Мартина. Картина демонстрировалась на Кинофестивале в Локарно, Кинофестивале в Торонто и Международном кинофестивале в Монреале.

## Сюжет
Действие происходит в Швейцарии в 1973 году. Шестнадцатилетний Бени без ума влюблён в рок-музыканта по имени Фоги. Парень пишет письмо своему кумиру, в котором признаётся в любви. Фоги — гей и, хоть письмо парня и стало для него неожиданным сюрпризом, он не прочь начать отношения. Бени следует за Фоги, словно собачий хвост. Он любит с безграничной преданностью и восхищением, но несмотря на это, чувствует себя очень одиноким. Фоги начинает использовать парня. Невинность Бени уничтожена сексом, алкоголем, наркотиками, разрушительной музыкой и садистской страстью возлюбленного. Он начинает заниматься проституцией, чтобы иметь возможность расплатиться за наркотики для Фоги. В финале Фоги решает покончить жизнь самоубийством. Бени и здесь следует за ним. Фоги умирает от передозировки наркотиков. Бени выживает.

## В ролях
| Актёр             | Роль      |
| ----------------- | --------- |
| Фредерик Андрау   | Фоги      |
| Венсан Бранше     | Бени      |
| Урс Питер Гальтер | Тоби      |
| Джессика Фрю      | мать Бени |